# MTV Europe Music Award al miglior artista taiwanese
L'MTV Europe Music Award al miglior artista taiwanese (MTV Europe Music Award for Best Taiwanese Act) era uno dei premi degli MTV Europe Music Awards, assegnato dal 2013 al 2015.

## Albo d'oro

### Anni 2010
- 2013
  - Show Lo
  - Jam Hsiao
  - JJ Lin
  - Rainie Yang
  - Vanness Wu
- 2014
  - Hebe Tien
  - A-mei
  - Mayday
  - Sodagreen
  - Will Pan
- 2015
  - Jay Chou
  - JJ Lin
  - Jolin Tsai
  - Kenji Wu
  - Leehom Wang